# Кононович Іван Миколайович
Іва́н Микола́йович Кононо́вич (23 жовтня 1987 Чернігів, — 1 жовтня 2014 Дебальцеве, Донецька область, Україна)  — військовик, стрілець, солдат резерву Батальйону імені Кульчицького. Загинув в ході російсько-української війни, коли його патруль натрапив на заміновану ділянку 1 жовтня 2014 року поблизу Дебальцевого.

## Життєпис
Кононович Іван народився 23 жовтня 1987 року на Чернігівщині і був єдиною дитиною в сім'ї Кононовичів. До 2003 року навчався в Чернігівському ліцеї № 22. Після закінчення 9-го класу вступив до ПТУ № 15, де здобув спеціальність «Монтажник радіоапаратури».
По трагічній загибелі матері, Іван опікувався своїм батьком-інвалідом.
25 квітня 2014 року Іван Конович був зарахований на службу до військової частини. А 19 серпня вдруге відправився в зону АТО.
Загинув Іван Кононович 1 жовтня в районі міста Дебальцеве Донецької області. Близько 17 години, здійснюючи обхід території прилеглої до блокпосту, він натрапив на заміновану ділянку. Після вибуху 2 військовослужбовці батальйону оперативного призначення столичної конвойної бригади отримали осколкові поранення. Відтак, за зголошенням штабу в/ч 3066: стрілець 1 відділення 1 взводу 3 роти солдат резерву Іван Миколайович Кононович помер на місці — від отриманих проникаючих осколкових поранень з ураженням легенів та серця помер на місті.
Батько Івана, не дочекався 4 дні на сина, який мав піти на ротацію.
Кононовича Івана поховали в Чернігові 4 жовтня 2014 року, на відспівування до Катерининської церкви прийшло багато чернігівців, і, Україна поховала ще одного свого героя.

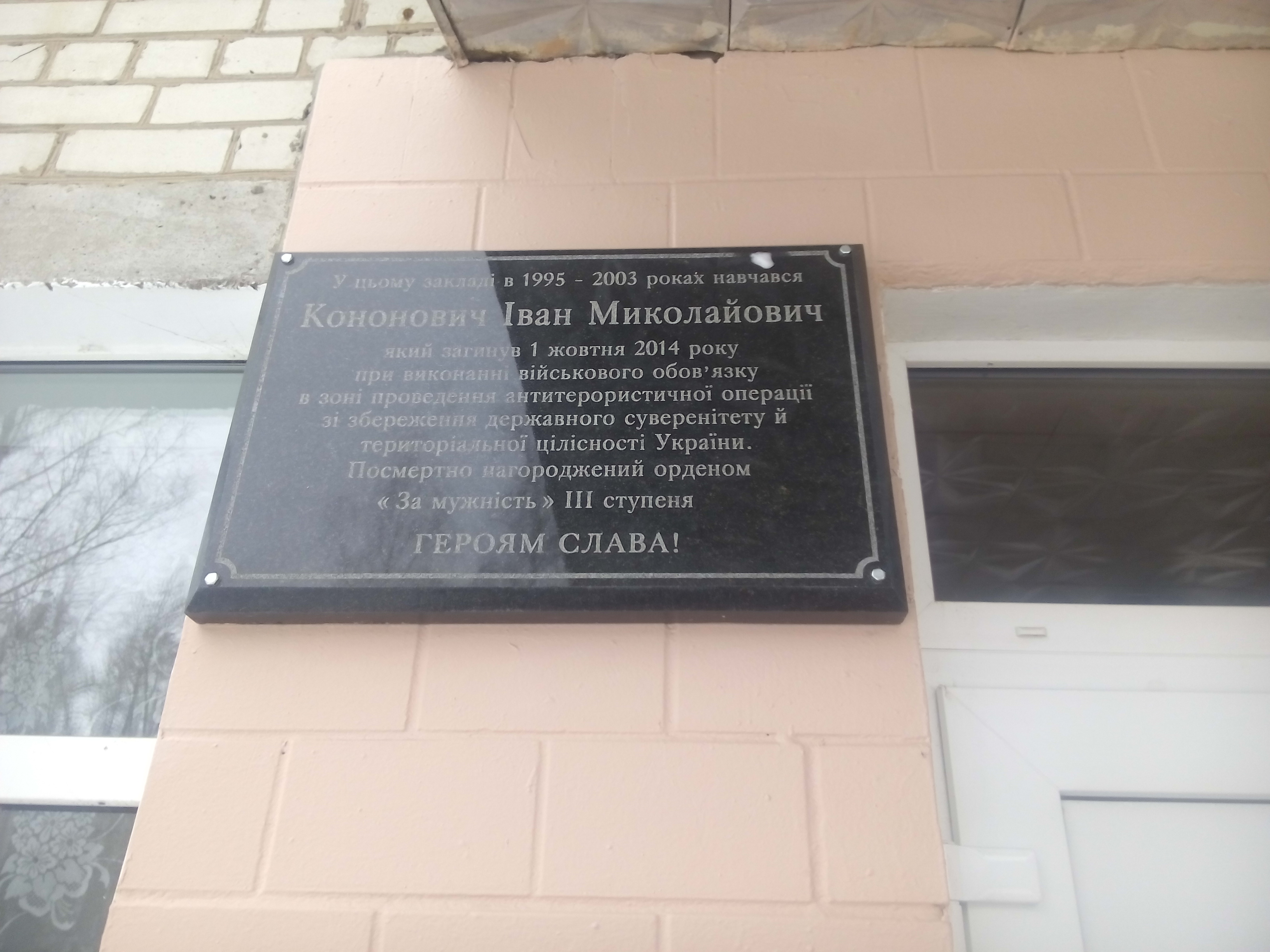
Меморіальна дошка, ліцей № 22 м. Чернігова

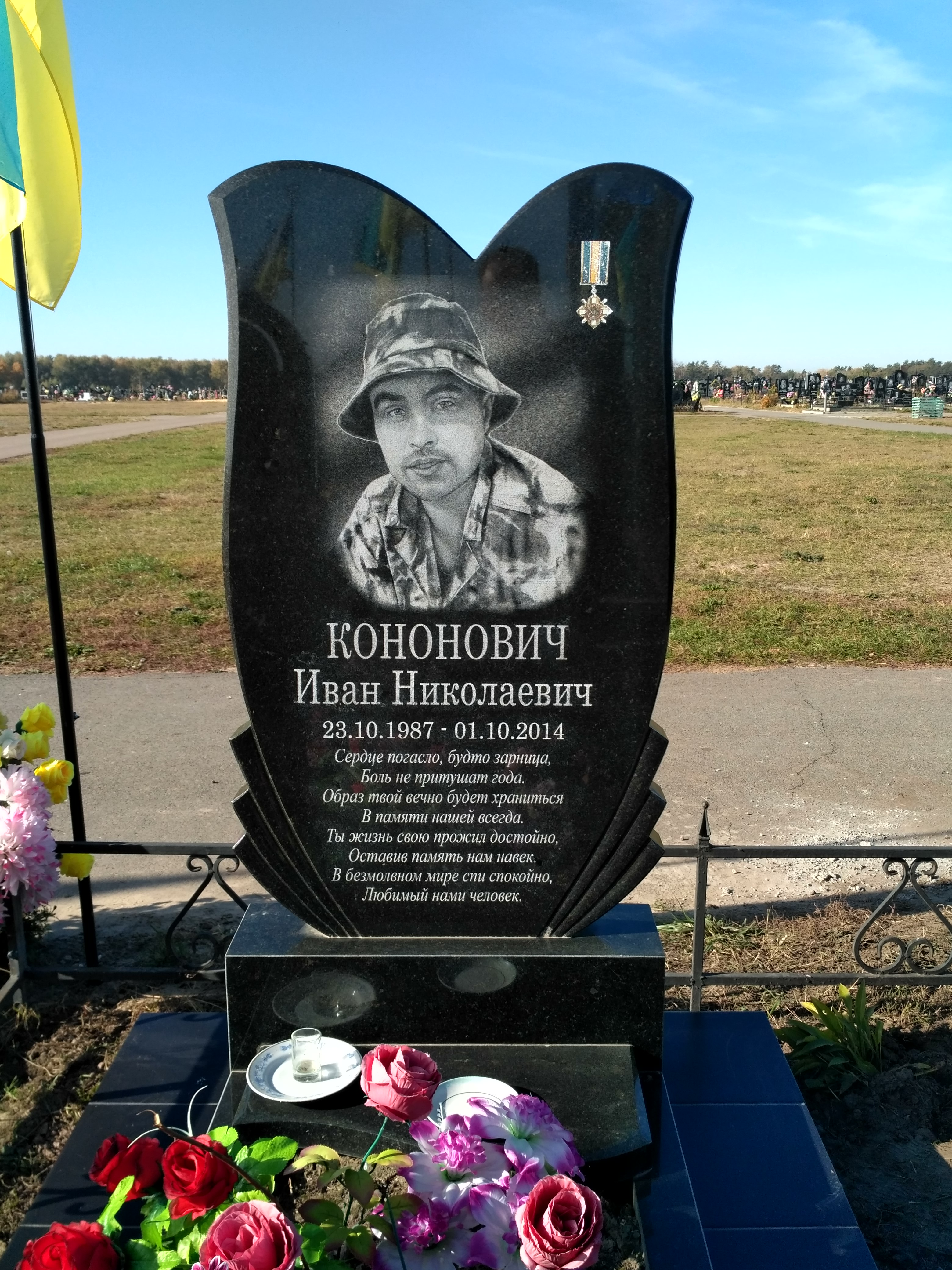
Могила Олександра Кононовича. Кладовище Яцево. Жовтень 2018

18 вересня 2015 року, напередодні Міжнародного дня Миру, у Чернігівському ліцеї № 22 відбулося відкриття меморіальної дошки загиблому в зоні АТО випускнику Кононовичу Івану Миколайовичу.

## Нагороди і вшанування
- Указом президента України № 892/2014 від 27 листопада 2014 р., «за особисту мужність і героїзм, виявлені у захисті державного суверенітету та територіальної цілісності України, вірність військовій присязі», нагороджений орденом «За мужність» III ступеня (посмертно)[1].
- Його портрет розміщений на меморіалі «Стіна пам'яті полеглих за Україну» у Києві: секція 4, ряд 10, місце 21
- Вшановується 1 жовтня на щоденному церемоніалі вшанування українських захисників, які загинули цього дня в різні роки внаслідок російської збройної агресії[2]